# Asura postbicolor
Asura postbicolor är en fjärilsart som beskrevs av Rothschild. Asura postbicolor ingår i släktet Asura och familjen björnspinnare. Inga underarter finns listade i Catalogue of Life.